# پان تادئوش (فیلم ۱۹۹۹)
پان تادئوش (لهستانی: Pan Tadeusz) فیلمی درام به کارگردانی آندری وایدا محصول سال ۱۹۹۹ است. روایت و فیلم‌نامهٔ این فیلم بر پایهٔ پان تادئوش شعری حماسی نوشتهٔ آدام میتسکیه‌ویچ نگاشته شده است.
همانند داستان رمان نزاع بین خانواده‌های سُپلیتسا و هورشکو، زمینه‌ای است برای بیان مشکلات موجود بر سر راه اتحاد ملی در لهستان و تلاش‌ها برای استقلال.

## بازیگران
- بوگوسواف لیندا
- آلیتسیا باخلدا-تسروش
- گراژینا شاپوووفسکا
- کاتاژینا یونگوفسکا
- آندژی سورین
- میخاو ژبروفسکی
- مارک کندرات
- دانیل اولبریخسکی
- کشیشتف کلبرگر
- گراژینا بارشچفسکا
- سرگئی شاکوروف
- کریستینا زاخفاتوویچ
- ووادیسواف کووالسکی
- ووجیمیش بدنارسکی
- مارک پرپچکو
- کشیشتف گلوبیش
- ماریان کوچینیاک
- یژی ترلا
- توماش ددک
- میه‌چیسواف کالنیک
- پیوتر گونسافکی
- پیوتر چیرووس
- میروسواف زبرویویچ
- سزاری کوشینسکی
- یژی بینچیتسکی
- کشیشتف کوئوباشوک
- هنریک بارانوفسکی
- میخاو برایتن‌والد
- ماریوش سانیترنیک
- وویچیخ آلابورسکی
- یولیتا کوژوشک-بورسوک
- اِوا کُنستانتسیا بوئوخاک
- لخ دیبلیک
- ماریا مامونا
- لِـوْ ریوین
- مونیکا کشیفکوفسکا
- گراژینا بارشچفسکا
- ماریا چونلیس
- دوروتا ناروشویچ
- آسیا وامتیوگینا
- آدام ولانچیک
- استفان اشمیت

## یادداشت
1. ↑  Soplica
2. ↑  Horeszko